# 戰鎚奇幻角色扮演遊戲
戰鎚奇幻角色扮演是設定在戰棋遊戲戰鎚奇幻戰鬥同一個世界的桌上角色扮演遊戲。
雖然此角色扮演分支於1980年從戰棋遊戲分出來，
此遊戲與其戰棋版本共享同一個世界觀，
因此緣故戰棋遊戲的屬性(Statistics)可以輕易的轉換到角色扮演上。
本作原本由Games Workshop出版，
之後走紅又轉由Hogshead Press出版，
在2002年12月又轉回給Games Workshop。
此作二版由Green Ronin Publishing製作，
由Games Workshop的書籍出版分支 Black Library出版。
在美國以外的地區戰鎚奇幻角色扮演比在美國更受好評，
因在美國Games Workshop忽視它並集中精力在戰棋遊戲的部份。
它擁有複雜的職業(carreers)系統，藉著這個系統玩家角色可以強化和獲得技能、
提昇屬性，
如此玩家角色可以由捕鼠人開始遊戲並且培養其成為商人或是船長。

## 出版的設定或戰役集
- 由Games Workshop出版的戰役集:The Enemy Within Campaign
- Warhammer City:詳細描述Middenheim的設定
- Marienburg: Sold Down the River:詳細描述Marienburg的設定
- Something Rotten in Kislev :詳細描述Kislev的設定

## 外部連結
戰鎚社群